# Floorball Deutschland Pokal 2010/11 (Frauen)
Am Floorball Deutschland Pokal 2010/11 der Frauen nahmen elf Mannschaften in den beiden regionalen Vorausscheidungen teil. Das Final Four fand am 14. und 15. Mai 2011 in Ingolstadt statt. Dabei konnten sich die Damen des MFBC Wikinger Grimma den Pokal durch ein 3:2 nach Verlängerung im Finale über den UHC Weißenfels sichern.

## Qualifikationsturniere
Es gab zwei regionale Turniere, in denen um die vier Startplätze am Final Four gespielt wurde.

### Floorball Deutschland Cup Ost
Teilnehmende Mannschaften:
- SG Berlin
- Floor Fighters Chemnitz
- MFBC Wikinger Grimma
- SSV Heidenau
- MFBC Löwen Ladies Leipzig
- UHC Weißenfels

UHC Weißenfels und MFBC Wikinger Grimma qualifizierten sich für das Final Four.

### Floorball Deutschland Cup Nord-West
| Verein               | Sp | S | U | N | +  | -  | Pkt |
| -------------------- | -- | - | - | - | -- | -- | --- |
| TSV Bordesholm       | 8  | 7 | 1 | 0 | 43 | 12 | 20  |
| TV Eiche Horn Bremen | 8  | 4 | 0 | 4 | 11 | 19 | 13  |
| ASV Köln             | 8  | 4 | 0 | 4 | 27 | 24 | 12  |
| VfR Seebergen        | 8  | 3 | 1 | 4 | 43 | 20 | 11  |
| MTV Mittelnkirchen   | 8  | 1 | 0 | 7 | 6  | 52 | 3   |

Somit TSV Bordesholm und TV Eiche Horn Bremen für das Final Four qualifiziert.

## Final Four
Das Final-4-Turnier wurde parallel zur Pokal-Final-4 der Männer am 14. und 15. Mai 2011 in Ingolstadt ausgetragen.
| Bundesliga: MFBC Wikinger Grimma UHC Weißenfels Sonstige: TV Eiche Horn Bremen TSV Bordesholm |

### Halbfinale
| TSV Bordesholm | 1 | – | 7 | MFBC Wikinger Grimma | 14. Mai 2011, 09:00 Uhr |  |

| TV Eiche Horn Bremen | 0 | – | 4 | UHC Weißenfels | 14. Mai 2011, 11:00 Uhr |  |

### Finale
| MFBC Wikinger Grimma | 3 | – (n. V.) | 2 | UHC Weißenfels | 15. Mai 2011, 13:00 Uhr |  |